# Thủy Top
Huỳnh Minh Thủy (sinh ngày 19 tháng 5 năm 1989), được biết đến nhiều hơn với nghệ danh Thủy Top, là một người mẫu ảnh, người mẫu quảng cáo, diễn viên, ca sĩ người Việt Nam. Cô là một trong những hot girl đời đầu của Việt Nam và từng được mệnh danh là "quả bom sex". Sau quá trình học tập tại New York, Hoa Kỳ chuyên ngành truyền thông và biểu diễn. Thủy Top quay trở về Việt Nam nhận chức vụ Tổng biên tập (Editor in chief) của kênh truyền hình FashionTV Vietnam.

## Tiểu sử
Huỳnh Minh Thủy sinh ngày 19 tháng 5 năm 1989 tại Hà Nội. Cha cô là Phó giáo sư, Tiến sĩ Huỳnh Bá Kỹ Thuật, hiện là giảng viên tại Trường Đại học Xây dựng Hà Nội, Chủ tịch Hội đồng quản trị Công ty cổ phần Sông Đà 705. Mẹ cô là bà Trần Thị Rắt, giáo viên về hưu và là cổ đông lớn nhất tại Công ty cổ phần Sông Đà 705. Công ty do hai ông bà sở hữu và điều hành là chủ đầu tư của nhiều dự án thủy điện lớn tại Lai Châu, như thủy điện Nậm Sì Lường, Nậm Sì Lường 4 đều có mức đầu tư từ 600 đến 700 tỷ đồng. Sinh ra trong gia đình có truyền thống học tập, Thủy Top đã từng theo học tại Trường Trung học phổ thông chuyên Hà Nội – Amsterdam và tốt nghiệp bằng xuất sắc tại St. Francis College, New York.

## Hoạt động nghệ thuật
Khi còn nhỏ, Thủy Top từng đạt một số giải thưởng âm nhạc, trong đó có Giải nhất giọng hát đơn ca tiếng Anh thành phố Hà Nội năm 2000 giải nhất giọng hát MTV & JVC Châu Á năm 2003 và Giải nhất giọng hát tiếng Anh Sing To Learn thành phố Hà Nội năm 2005.
Năm 2008, sau bộ phim Chít và Pi, Thủy tiếp tục tham gia bộ phim Đi qua bóng tối với vai nhân vật chính của phim tên Tuyết. Bộ phim đã được phát sóng vào khung giờ vàng trên VTV1. Đầu năm 2009, cô tham gia chương trình truyền hình thực tế "72 giờ - thách thức sức bền" do Đài Truyền hình Việt Nam, Công ty điện tử Samsung Vina và Báo Thanh Niên sản xuất. Đến thời điểm này, cô vẫn thường được nhắc đến với vai trò stylist.
Đầu năm 2014, Thủy cho ra mắt album mang tên "MEO" được sản xuất bởi nhà sản xuất J. Chris Griffin tại New York (Mỹ). Sản phẩm của cô đã được giới chuyên môn đánh giá cao.
Năm 2015, cô tham gia chương trình "Tuyệt đỉnh tranh tài", một sân chơi âm nhạc dành riêng cho người nổi tiếng được phát sóng trên HTV7. 
Cô chỉ dừng lại ở top 3 trong vòng bán kết. Khán giả cũng đặt ra nhiều nghi vấn khi cô, với tư cách là một hot girl tham gia một sân chơi dành cho những ca sĩ chuyên nghiệp. Mặc dù bị đánh giá thấp, nhưng nhờ lượng khán giả bình chọn mà Thủy Top đã trở thành một "nhân tố bí ẩn" vượt qua hàng loạt ca sĩ chuyên nghiệp khác trong chương trình.

## Danh sách phim và chương trình truyền hình đã tham gia

### Phim đã tham gia
| Năm  | Phim                        | Đoàn phim                                                                                           | Nhân vật        | Vai trò             | Kênh | Nguồn         |
| ---- | --------------------------- | --------------------------------------------------------------------------------------------------- | --------------- | ------------------- | ---- | ------------- |
| 2008 | Chit và Pi                  | Tổng đạo diễn: Ngô Quang Hải Đạo diễn: Nguyễn Hoàng Điệp Diễn viên: Quách Thu Phương, Tăng Nhật Tuệ | Bích Hường (Mỡ) | Diễn viên thứ chính | VTC1 | [ 16 ] [ 17 ] |
| 2010 | Chit và Pi                  | Tổng đạo diễn: Ngô Quang Hải Đạo diễn: Nguyễn Hoàng Điệp Diễn viên: Quách Thu Phương, Tăng Nhật Tuệ | Bích Hường (Mỡ) | Diễn viên thứ chính | VTV3 | [ 18 ] [ 19 ] |
| 2009 | Đi qua bóng tối             | Đạo diễn: Vũ Minh Trí Biên kịch: Đặng Minh Châu Diễn viên: Nghệ sĩ nhân dân Hoàng Dũng, Minh Châu   | Tuyết           | Diễn viên chính     | VTV1 | [ 20 ] [ 21 ] |
| 2009 | Những người độc thân vui vẻ | | Thu Hương       | Diễn viên chính     | VTV3 |               |

### Chương trình giải trí
| Năm  | Chương trình                | Kênh | Vai trò    | Nguồn         |
| ---- | --------------------------- | ---- | ---------- | ------------- |
| 2009 | 72 giờ - thách thức sức bền |      |            |               |
| 2015 | Tuyệt đỉnh tranh tài        | HTV7 | Thí sinh   | [ 22 ] [ 23 ] |
| 2015 | Hoán đổi                    | VTV3 | Người chơi | [ 24 ]        |

## Tranh cãi
Năm 2006, khi vẫn còn đang là học sinh tại trường Amsterdam, Thủy đã đứng ra tổ chức đêm nhạc "Shake in da pub" với chủ đề "Crazy - séty - Cool" (Cuồng nhiệt - Gợi cảm - Tươi mát). Buổi tiệc này chưa được tổ chức đã bị Phòng An ninh Văn hóa - Tư tưởng, Công an Hà Nội (PA25) chấm dứt, bởi đêm nhạc này không có giấy phép tổ chức biểu diễn nghệ thuật, và nó còn dự báo sự ăn chơi thác loạn của một số học sinh, sinh viên.
Năm 2008, cô bất ngờ nổi tiếng với các bộ ảnh với phong cách gợi cảm séty Sunshine và Boxing Girl. Không lâu sau đó, cô tiếp tục gây sự chú ý trong bộ ảnh Chuyến xe kinh dị với vòng một ngoại cỡ và những tư thế khiêu khích cùng bạn diễn, cũng từ đây mà danh tiếng của cô ngày càng đi lên. Cũng trong năm này, Thủy Top vướng  phải scandal có thể xem là lớn nhất đời mình khi liên quan đến cuộc hôn nhân của đạo diễn Ngô Quang Hải và diễn viên Hải Yến, dẫn đến tin đồn bị "đánh ghen". Tuy nhiên, việc đánh ghen đã được Hải Yến phủ nhận sau đó. Bản thân Thủy Top cũng đã lên tiếng giải thích cho mối quan hệ giữa cô và Ngô Quang Hải. Đầu năm 2009, những hình ảnh hở bạo, nhạy cảm của cô bất ngờ xuất hiện tràn lan trên các trang mạng xã hội.